# Tabanovići
Tabanovići (cyr. Табановићи) – wieś w Serbii, w okręgu zlatiborskim, w gminie Požega. W 2011 roku liczyła 119 mieszkańców.